# غاسبر سانز
فرانسيسكو بارتولومي سانز سيلما (4 أبريل 1640 ( المعمد ) - 1710) ، المعروف باسم غاسبار سانز ، كان ملحنًا إسبانيًا ، وعازف الجيتار ، وعازفالأرغن ، وكاهنًا ولد لعائلة ثرية في كالاندا في كومارو باجو أراغون ، إسبانيا . درس الموسيقى واللاهوت والفلسفة في جامعة سالامانكا ، حيث تم تعيينه لاحقًا أستاذاً للموسيقى. وقد كتب ثلاثة مجلدات من الأعمال التربوية لجيتار الباروك والتي تشكل جزءًا مهمًا من مرجع الجيتار الكلاسيكي اليوم. حيث يطلع العلماء الحديثين على أساليب العزف على الجيتار الباروكي من خلال أعمال سانز.

## روابط خارجية
- غاسبر سانز على موقع ميوزك برينز (الإنجليزية)
- غاسبر سانز على موقع أول ميوزيك (الإنجليزية)
- غاسبر سانز على موقع ديسكوغز (الإنجليزية)